# طلح أنباري
الطلح الأنباري أو طلح الفتنة أو سنط العنبر أو فتنة (الاسم العلمي: Vachellia farnesiana)، وتعرف أيضاً (الاسم العلمي : Acacia farnesiana) وكانت تسميتها العلمية السابقة بـMimosa farnesiana، وتعرف أيضاً بالاسم الشائع الطلح الحلو، هي شجرة شوكية موطنها الأصلي هو الدول المجاورة للمحيط الكاربي والمكسيك و أمريكا الوسطى، ويتوزع هذا النوع على جميع المناطق الاستوائية، بما في ذلك شمال أستراليا، وآسيا الجنوبية، ومن غير المعروف إذا ما كان التوزيع خارج أمريكا طبيعي في الأصل أم أنه بشري، وتعتبر من الأشجار النفضية، ولكنها دائمة الخضرة أو شبه دائمة حتى في فصل الشتاء وتتأثر بالصقيع. كما أنها بحاجة لرطوبة في فصل الصيف. وتنمو لتصل لارتفاع يبلغ أكثر من 8 متر، وتبلغ فترة حياتها بين 25-50 عاماً.
انتشرت النبتة مؤخراً في الكثير من الأماكن نتيجةً للتدخل البشري وقد تمت زراعتها في فرنسا لأهميتها الاقتصادية، وتزدهر في التربة الجافة الملحية الغنية بالصوديوم، ولأزهارها رائحة جميلة.

## معرض صور

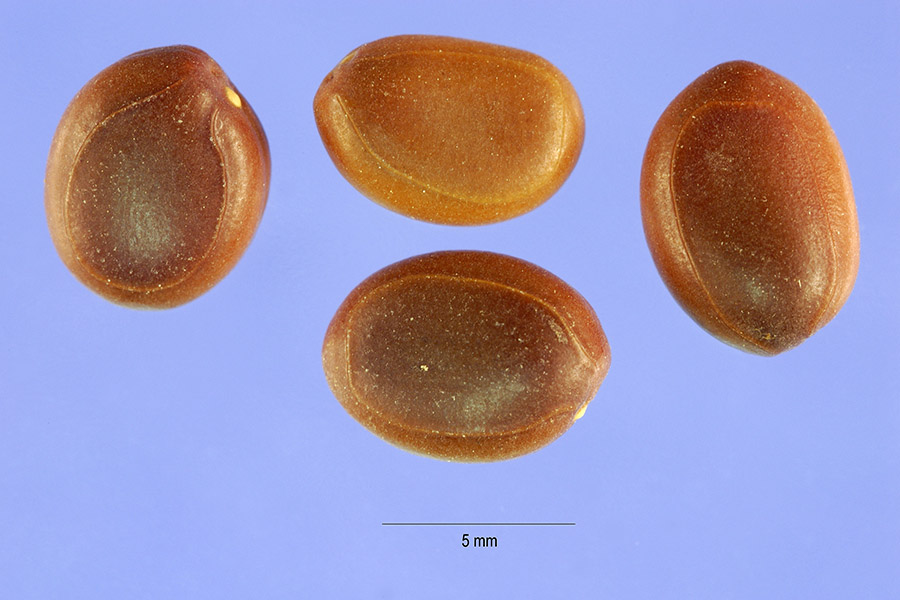
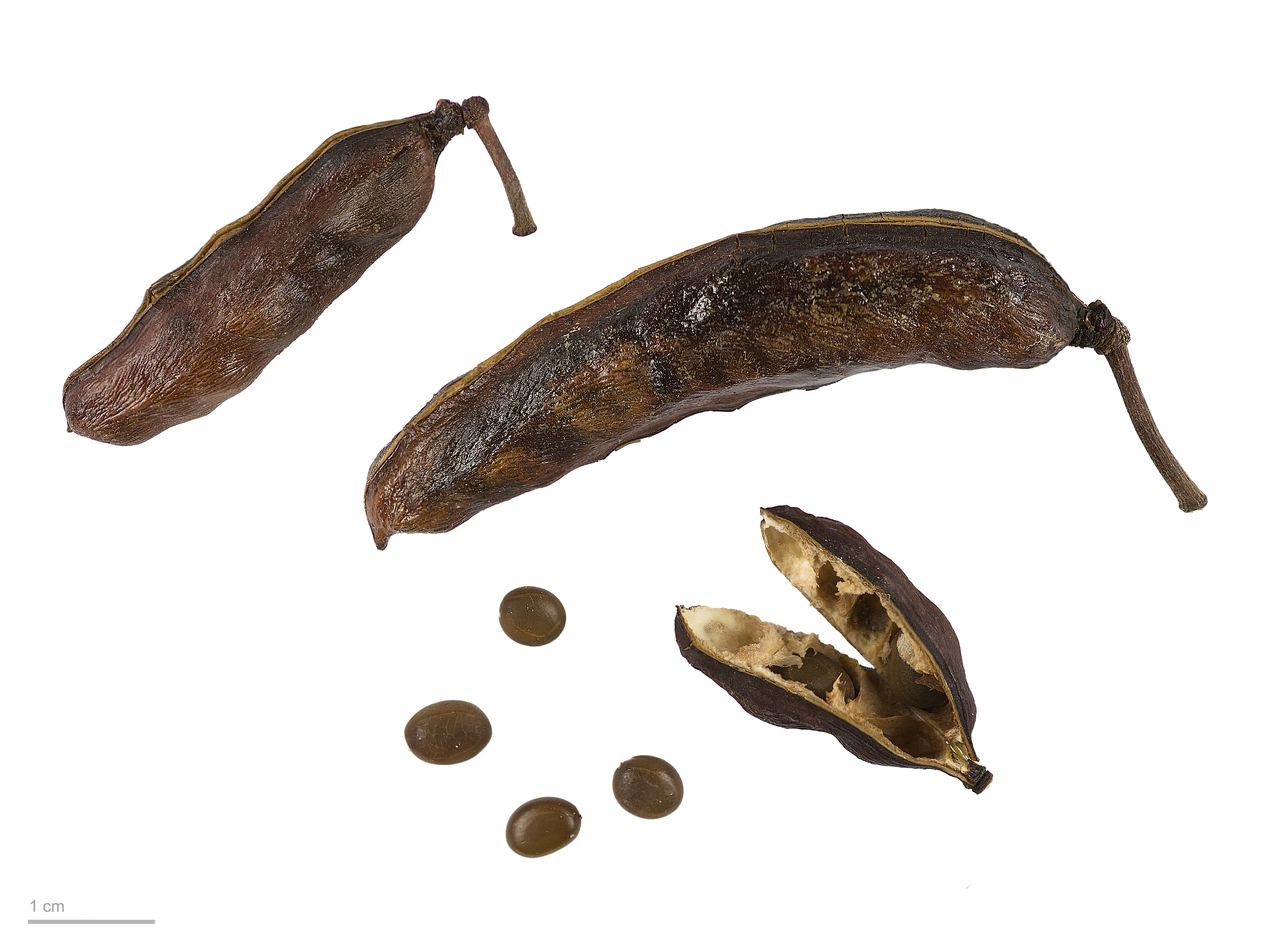
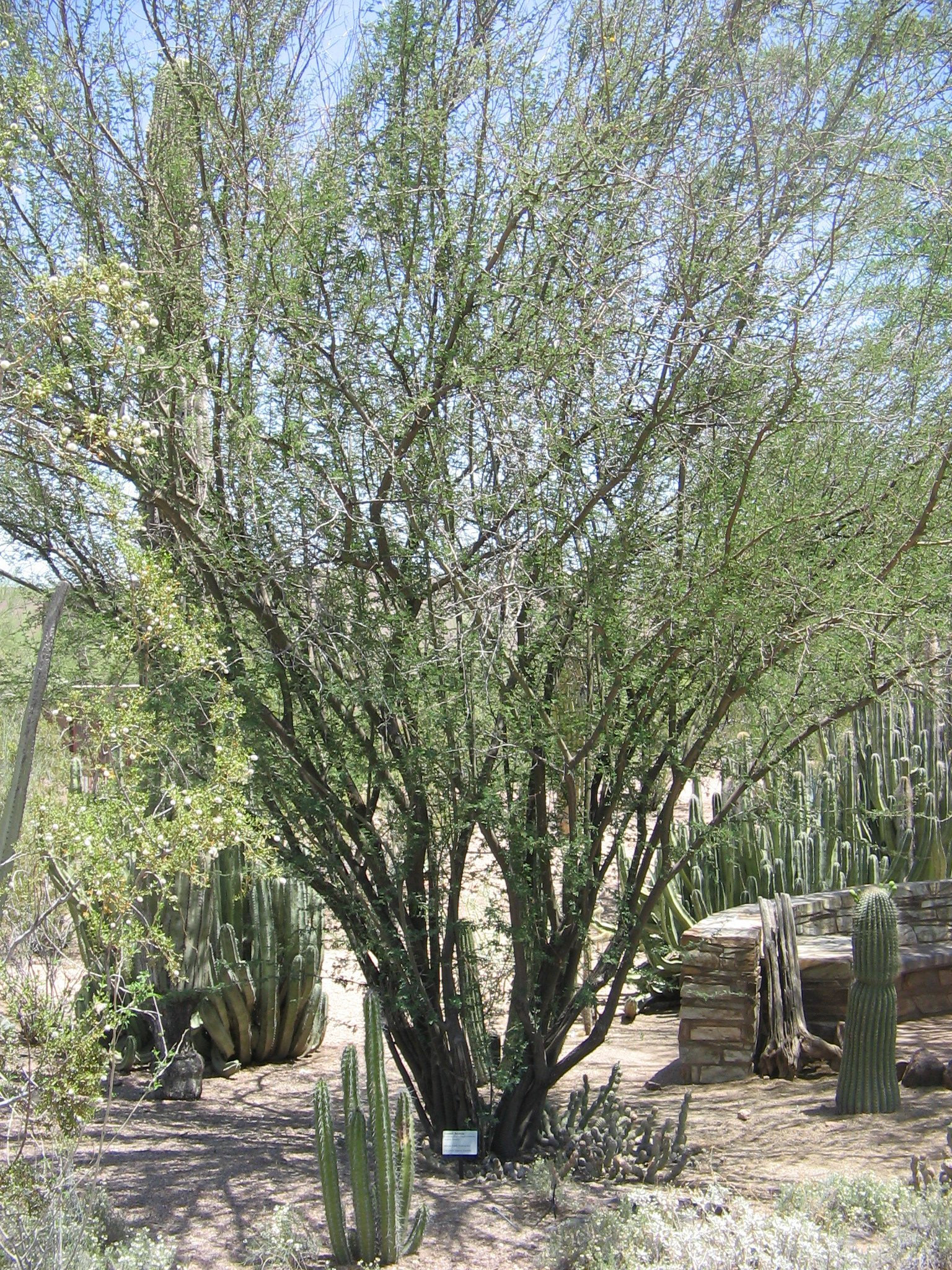
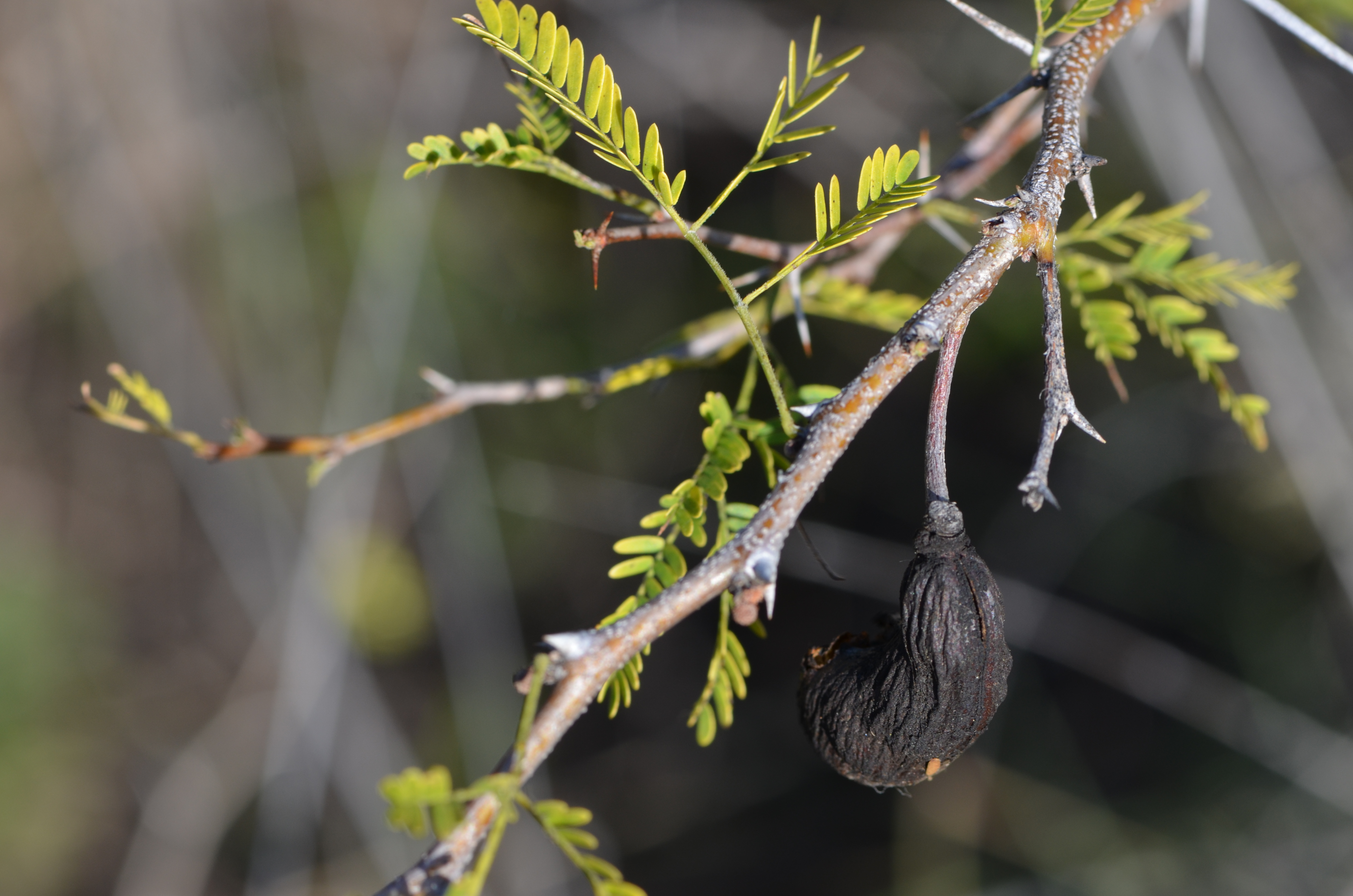
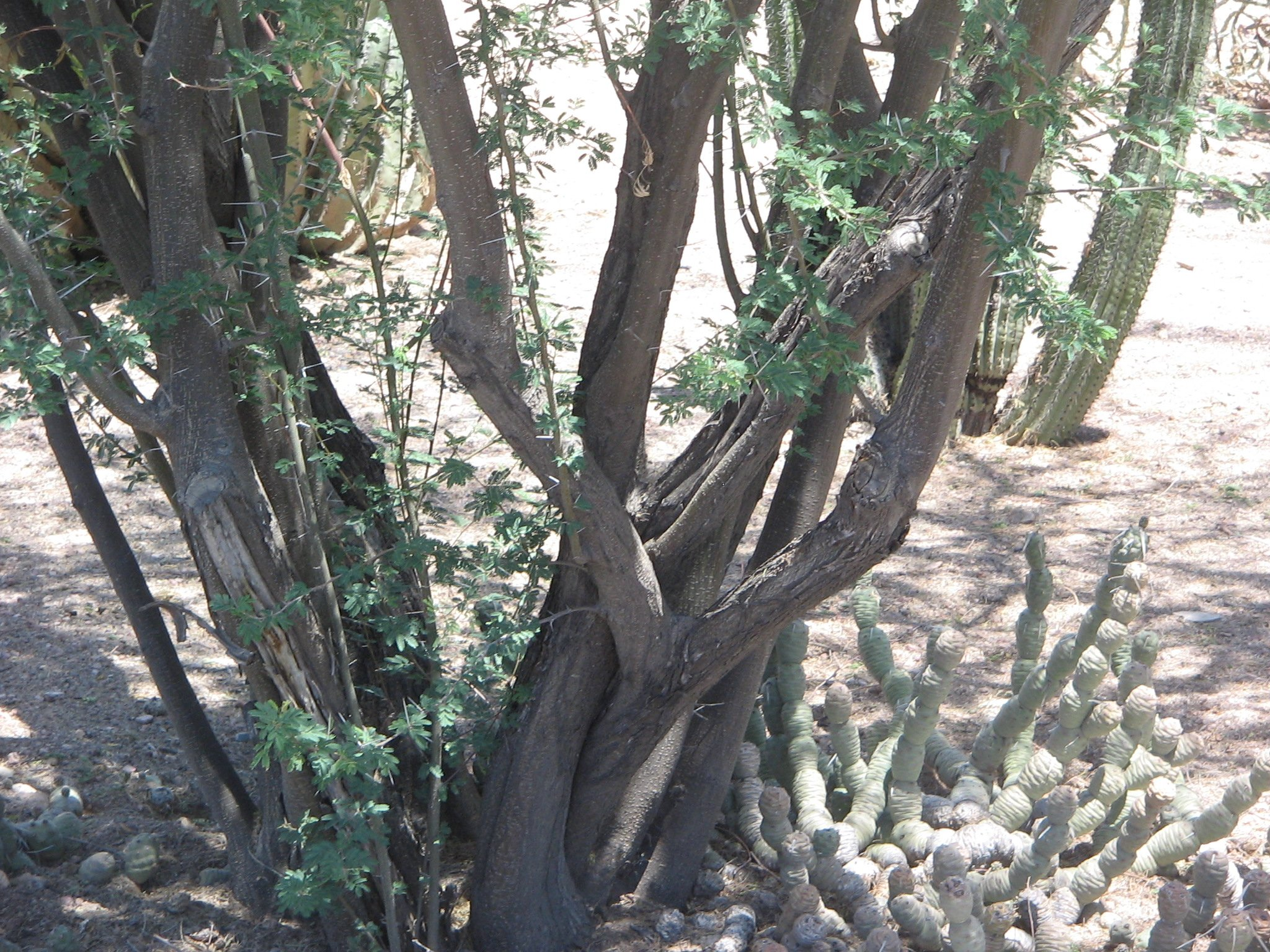